# Costesia spongiosa
Costesia spongiosa är en bladmossart som beskrevs av Thériot 1917. Costesia spongiosa ingår i släktet Costesia och familjen Gigaspermaceae. Inga underarter finns listade i Catalogue of Life.